# محمد أمين زيدان
محمد أمين زيدان (5 أكتوبر 1983 في الجزائر - ) هو مدرب كرة قدم ولاعب كرة قدم جزائري في مركز الدفاع. لعب مع اتحاد الجزائر واتحاد عنابة وسريع غليزان ومولودية وهران.

## وصلات خارجية
- محمد أمين زيدان على موقع قاعدة بيانات كرة القدم.إي يو (الإنجليزية)